# Phrack
Phrack est un magazine électronique underground international de langue anglaise édité par et pour des hackers depuis 1985. 

## Le fer de lance de la contre-culture hacker
N'importe qui peut proposer des articles à condition que ceux-ci traitent, dans l'esprit subversif du hacking underground, de la sécurité informatique, de hacking, de phreaking, de cryptologie, d'espionnage, d'émission radio, de programmation, d'idées anarchistes, de conspirations ou d'actualités. Il est généralement considéré comme le fer de lance technique de la mouvance hacker.
Les fondateurs de ce magazine étaient deux hackers ayant pour pseudonymes Taran King et Knight Lightning (en).
Plusieurs articles publiés dans Phrack sont restés mythiques, que ce soit au niveau de l'impact sur la mouvance underground hacker (comme le Manifeste du hacker de « The Mentor ») ou au niveau de la découverte de failles dans des logiciels (tel « Smashing the stack for fun and profit » d'Aleph1, l'initiateur de la liste de diffusion Bugtraq, article qui reste aujourd'hui la référence en matière d'exploitation de vulnérabilités de type dépassement de tampon).

## Le magazine
C'est un magazine électronique édité sous la forme de fichiers texte ASCII 7 bits (un article par fichier) distribués en archive tar compressée (gzip) sous licence Copyleft. Les articles sont numérotés en hexadécimal.
Quelques éditions ont été, de manière exceptionnelle, éditées sous forme papier pour être distribuées lors de grands événements internationaux (What The Hack, DEF CON, etc.).
Chaque édition contient en général entre quinze et vingt articles, parmi lesquels certains reviennent systématiquement (introduction, Phrack World News, etc.) tandis que certains font partie de séries qui paraissent de manière plus irrégulière (Loopback, International Scenes, Phrack Prophile, etc.).
L'introduction est un éditorial signé par l'équipe de rédaction du magazine (phrackstaff). Elle comprend également un sommaire des articles présentés, les remerciements, ainsi que les informations de contact (dont une clé publique OpenPGP).
Les Phrack World News sont un ensemble de brèves collectées depuis la précédente publication.
Les Loopback sont les réactions du lectorat parvenues jusqu'à l'équipe de rédaction, souvent accompagnées des commentaires de l'équipe.
La série International Scenes permet à des hackers provenant de partout dans le monde de présenter l'état du mouvement hacker dans leurs pays respectifs.
Le Phrack Prophile est une interview donnée par une personnalité du milieu hacker international.

## Historique
En plus de sa version électronique, le 63e numéro de Phrack a été publié sous forme papier lors des événements DEF CON (aux États-Unis) et What The Hack (aux Pays-Bas) durant l'été 2005, (ce qui portait à trois le nombre de numéros publiés sous forme papier). La société d'imprimerie chargée de réaliser ces copies a finalement refusé d'exécuter cette tâche une semaine avant la distribution officielle à la conférence DEF CON, alors qu'elle s'apercevait du caractère illégal du magazine, mais deux étudiants américains en ont décidé autrement et ont permis la distribution de 200 copies durant l'édition 2005 de la conférence américaine. La publication aux Pays-Bas lors du regroupement de conférences What The Hack a pu se dérouler sans encombre.
Après l'édition 2005, le Phrack staff, l'équipe d'éditeurs responsable du magazine, cède sa place à une nouvelle génération de hackers. Espérant une nouvelle édition courant 2006-2007.

### Le Cercle des hackers disparus (2007-2009)
Le Phrack 64 est sorti officiellement le 27 mai 2007. Cette nouvelle édition met l'accent sur un retour aux sources, une renaissance de l'esprit du hacking. Pour la nouvelle équipe d'éditeurs, The Circle Of Lost Hackers, les dernières éditions s'éloignaient de plus en plus de l'esprit originel. Le deuxième numéro de cette équipe, soit le numéro 65, a été publié le 12 avril 2008 ; il continue sur la même lancée que le précédent, en revenant aux sources de la mouvance underground, et à celles de Phrack puisqu'il comprend également un article faisant le point sur les scènes underground nationales de certains pays, afin de faire surgir un certain renouveau. Le Phrack 66 est sorti le 11 juin 2009.

### Les années 2010
La publication du Phrack 67, initialement annoncée pour le 11 juillet 2010, a été repoussée au mois d'août 2010, mais cette seconde annonce ne fut pas suivie d'effet. Finalement, le 11 novembre 2010, une troisième annonce promit la date du 17 novembre 2010, soit la date anniversaire des 25 ans du magazine ; cette date anniversaire fut respectée. Ce numéro est l'œuvre d'un nouveau comité d'édition, différent du Cercle des hackers disparus (qui aura donc publié trois numéros). Ce soixante-septième numéro, placé sous le signe de l'exploitation de bugs en espace utilisateur, a reçu un bon accueil, même si d'une part l'annonce de la présence du magazine lors d'une conférence organisée par et pour l'industrie de la sécurité informatique (Ruxcon), et d'autre part la publication d'un exploit zero day dans ProFTPd sont des sujets de polémique.
Le 15 décembre 2010, le Phrackstaff mit en ligne l'appel à contribution du Phrack 68, annonçant le 15 mai 2011 comme date limite pour les propositions d'articles. Ce numéro est finalement publié le 14 avril 2012.

## Anecdotes
- Le système Gentoo (distribution logicielle basée sur le système GNU et le noyau Linux) dispose d'un paquetage Phrack permettant, en utilisant le système Portage, de télécharger au choix l'intégralité de tous les numéros (paquetage phrack-all) ou les numéros que l'utilisateur juge intéressants (paquetage phrack). La commande emerge phrack-all, lancée en tant qu'utilisateur root, récupère l'intégralité des numéros de Phrack.